# Meade Instruments
El Meade Instruments Corporation (també escurçat a Meade) és una empresa multinacional americana amb seu a Irvine (Califòrnia), que fabrica, importa, i distribueix telescopis, binoculars, microscopis, càmeres CCD i accessoris de telescopi pel mercat de consum. It is the world's largest manufacturer of telescopes. A més de vendre sota la seva marca "Meade", l'empresa ven telescopis solars sota el nom Coronado. Els seus productes són importats i venuts a Europa per una antiga filial sota les marques de Meade i Coronado.

## Orígens i història
Creat en el 1972 per John Diebel, Meade va començar com un venedor de comandes per correu dels petits telescopis refractor i els seus accessoris fabricats per l'empresa japonesa Towa Optical Manufacturing Company. Meade va començar a fabricar la seva pròpia línia de productes en 1976, introduint models de telescopis de 6" i 8" en el 1977. En el 1980, la companyia es va aventurar en el mercat de Schmidt-Cassegrain que fins aquell moment havia estat dominada per Celestron Corporation. Meade té un llarg historial de litigis amb altres empreses en matèria de violació de les seves patents, en particular amb el seu rival amarg Celestron.

## Productes

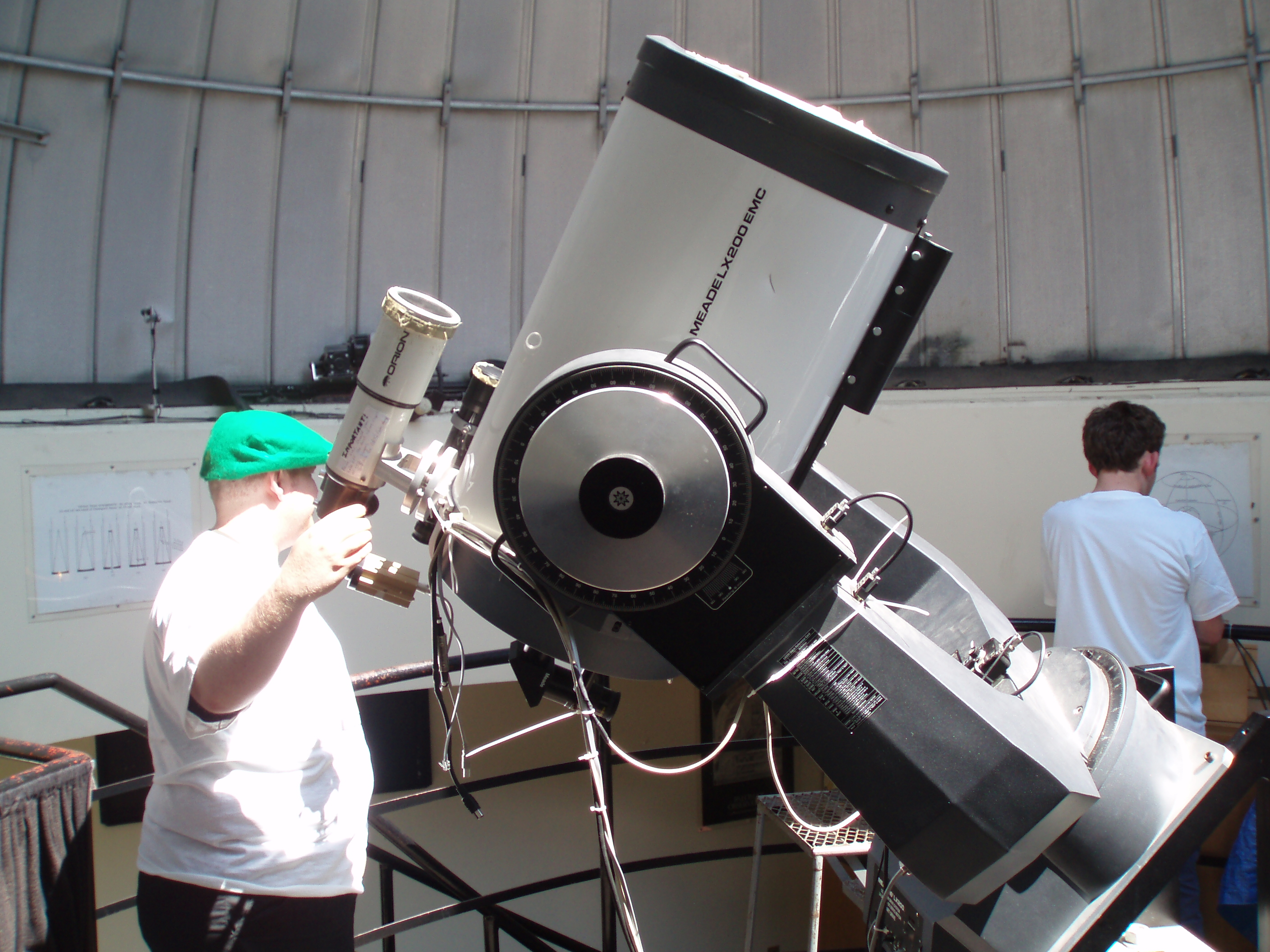
Un Meade LX200 de 40 cm en l'Observatori de la Universitat de York

Meade ha fabricat seus productes anteriorment a Irvine, Califòrnia, i en l'actualitat en una planta ampliada a Tijuana, Mèxic. Els productes fabricats per Meade inclouen:

### Cassegrains catadiòptrics

#### Telescopis ACF
L'ACF (Advanced Coma-Free), és una versió modificada dels anteriors telescopis Meade schmidt-cassegrain que substitueix al mirall secundari esfèric schmidt-cassegrain tradicional amb un mirall secundari hiperbòlic. En el nou disseny el corrector d'obertura total s'ha alterat lleugerament en forma i combinada amb un mirall primari esfèric. Els documents originals de Meade descriuen l'ACF com una variació del Telescopi Ritchey-Chrétien, tot i que no utilitza la combinació de dos miralls hiperbòlics en el disseny (sent més que un disseny aplantic). Després d'un acord legal Meade va deixar caure la demanda.
Models
- LX90-ACF, 8" a 12"[9]
- LX200-ACF, una sèrie de LX200 amb òptica ACF de 8" a 16"[10]
- LX400-ACF, 16 a 20" f/8, amb muntura equatorial robòtica[11]
- LX800[12]

#### Telescopis Maksutov

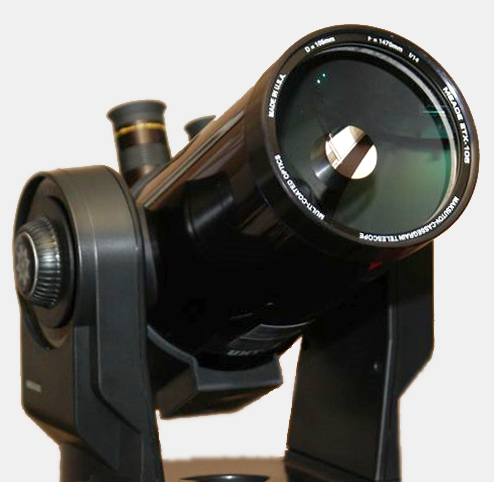
La sèrie de telescopis Meade "ETX" Maksutov-Cassegrain (105mm d'apertura).

Meade actualment produeix una gamma de telecopis Maksutov en la sèrie ETX (Everybody's Telescope). Es va començar a produir amb el telescopi Maksutov Cassegrain de 90 mm (3-1/2") en el 1996. Varien en grandària des de 90 mm a 125 mm.

### Telescopis Newtonianns
- Telescopis Schmidt-Newtonià (de 6 a 10 polzades).
- Telescopis Dobsonians LightBridge (actualment en models de 8, 10, 12 i 16 polzades)
- Telescopi reflectant equatorial Meade Model 4504: 4.5" (114mm)

### Telescopis GoTo
Diverses gammes de telescopis Meade són classificats pel mateix objectiu altazimutal computat i en muntura equatorial, una tecnologia comunament anomenada muntura "GoTo".
Models
- LXD75, incloent els telescopis refractors acromàtics, els Newtonians, Schmidt-Newtonian i Advanced Coma-Free.
- ETX-LS, un telescopi de 150mm (6 in) F/10 ACF en un braç d'una sol forquilla.
- DS-2000 Series, 80mm (3.1") refractor, 114mm (4.5") i reflector 130mm (5.1") en muntures altazimutals Goto
- LX80
- ETX-70

### Telescopis solars
En el 2004, Meade va adquirir Coronado Filters del fundador i dissenyador David Lunt, que produeixen una àmplia gamma de telescopis especials que permeten punts de vista del Sol en H-alfa, i anteriorment, en longituds d'ona de Calci K. Els telescopis Meade Coronado són anomenats "Solarmax 40" o major, depenent del model.

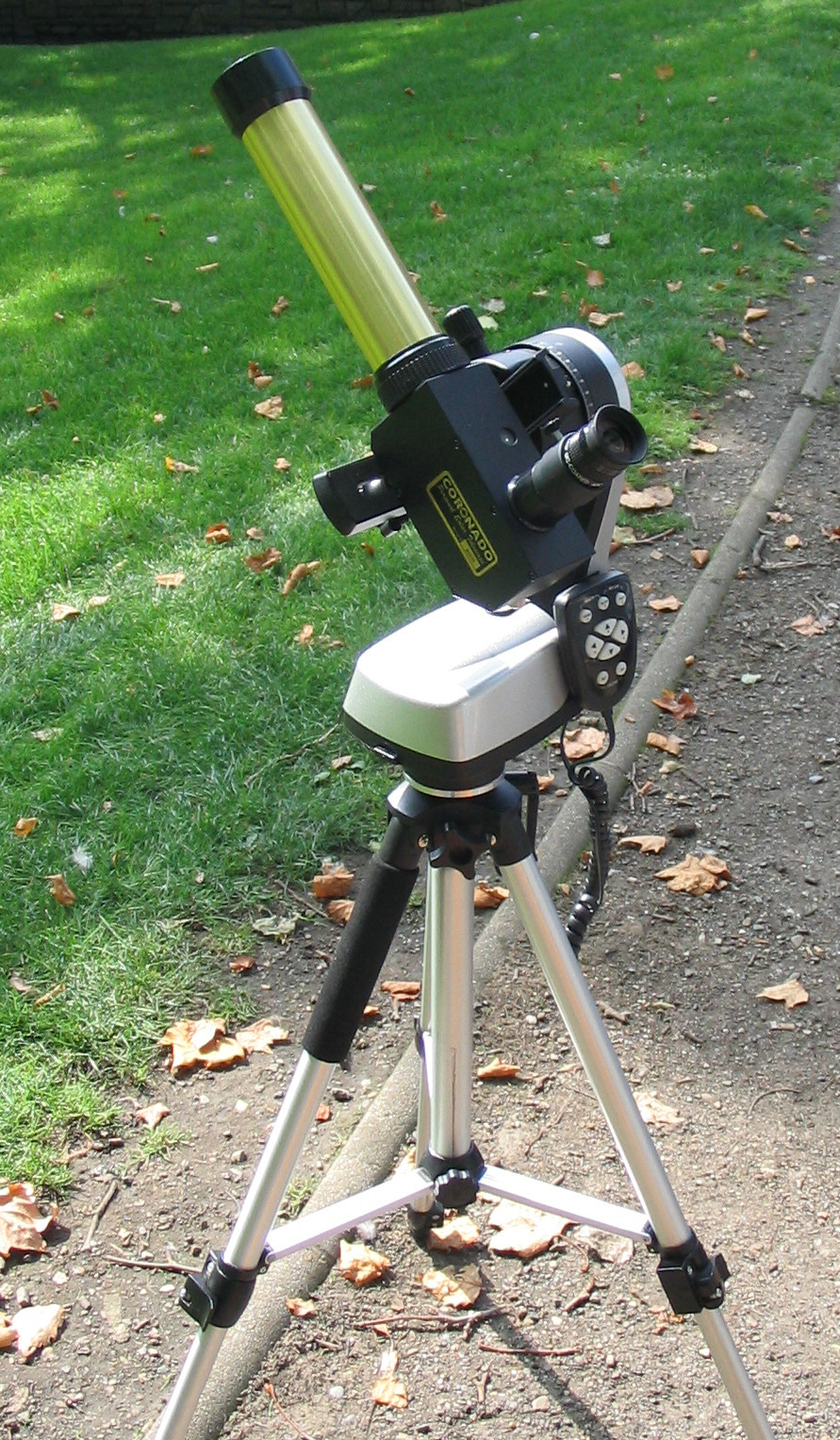
Telescopi Solar Personal Coronado

### Altres productes
- Els refractors acromàtics (5 i 6 polzades)
- Meade també ven sota la marca "Meade" reflectors i refractors importats de baix cost a moderat destinats al mercat minorista principiant.

### Accessoris de telescopis
Els accessoris produïts per Meade inclouen la sèrie d'oculars 5000 que són comparables en construcció als oculars "Nagler" (82 graus de camp de visió) "Panoptic" (68 graus), i "Radian" (60 graus) de Tele Vue, empresa ubicada a Chester, Nova York. Meade ven els sensors CCD Deep Sky i Lunar per a telescopis. També hi ha el mercat del mySKY i mySKY Plus, dispositius multimèdia de GPS per guiar als usuaris al cel, similar al SkyScout de la competència Celestron.

## Demanda a Meade
En el novembre de 2006, els actors incloent Star Instruments i RC Optical Systems, fabricants tradicionals de les òptiques i telescopis de Ritchey-Chrétien, van presentar una demanda civil contra Meade, diversos concessionaris i altres persones al tribunal federal (Districte Sud de Nova York). La denúncia va ser contra Meade que publicitant els seus models RCX400 i LX200R com a "Ritchey-Chrétien." 

## Problemes financers
Meade ha tingut problemes financers en el passat i ha sobreviscut amb l'ajuda del seu fundador, John Diebel, recomprant la companyia. No obstant això, Meade en els últims anys s'ha topat amb una altra sèrie de problemes financers, ja que Diebel va vendre l'empresa de nou. L'anterior president executiu des de maig de 2006, Steve Muellner havia anunciat diverses notícies dolentes per a la companyia, ja que ell tenia el paper principal per Meade. La fàbrica de Meade a Irvine, Califòrnia, va ser tancada, i la fabricació es va traslladar a una nova planta a Mèxic, i la majoria dels llocs administratius van ser retallats. La línia de servei al client de Meade també va ser afectat pel trasllat a Mèxic, incloent amb la reducció de les hores de funcionament i l'eliminació de l'opció de devolució de trucada. Meade també està estudiant altres opcions per al futur incert de l'empresa.
A l'abril de 2008, Meade va vendre dos de les seves tres marques de productes que no eren telescopis (Weaver/Redfield) a dues empreses per a un total de 8 milions de dòlars. El 13 de juny de 2008, Meade va vendre la seva última marca no relacionada amb telescopis, Simmons a Bushnell per 7,25 milions de dòlars. També el 2008, el valor de les accions de Meade va caure per sota d'un dòlar, de manera que va resultar que Meade sigui exclòs de la cotització de la borsa de valors. En el 3 d'octubre de 2008, Meade va suprimir la posició de vicepresident sènior, Donald Finkle, permetent-li de l'empresa amb un any de sou com a indemnització i altres beneficis.
Meade va anunciar el 29 de gener de 2009 que va vendre Meade Europe, la seva filial europea, per 12,4 milions de dòlars, alleujant així la major part del deute de Meade. Tanmateix, això va reduir els actius de l'empresa en gran manera. Altres canvis i l'estabilitat desconeguda de l'empresa es va anunciar el 5 de febrer de 2009, amb la renúncia de Steve Muellner, el President de la Junta Harry Casari membre del consell James Chadwick. L'exdirector general Steven Murdock va ser reasignat com a director general de Meade. En el 5 de març de 2009, la companyia va anunciar la renúncia del director de finances Paul Ross i l'assumpció del càrrec per John Elwood. Amb la seva renúncia, Ross va rebre una indemnització de la suma global de 260.000 dòlars. Durant l'estiu de 2009, Meade va anunciar una divisió inversa d'accions de 20:1 amb l'esperança d'elevar el valor de les seves accions.